# Quinburk
Quinburk (též Kvinburk) neboli Hrad Sokolí je zřícenina patrně nevelkého strážního hrádku. Jeho zbytky se nachází v lesích nedaleko od myslivny Drakova na Sokolí skále nad Černou Opavou v nadmořské výšce 896 metrů v pohoří Hrubý Jeseník, v katastru obce Heřmanovice v okrese Bruntál, severovýchodně od Vrbna pod Pradědem. Od roku 1958 je chráněna jako kulturní památka ČR.

## Historie
Hrad vznikl podle nálezů na konci 13. století a spadal pod zdejší Vratislavské biskupské panství. Do dnešních dob se z hradu dochovaly jen nepatrné zbytky původních zdí z původní hradní věže. Historie je díky neexistenci pramenů nejasná. Hrad založil zeměpán. Ve 14. století byla pod hradem zřízena celnice 

## Popis hradu
Hrad se nalézá převážně na dvou skalních blocích. Blíže ke vstupu (na západě) se nalézá skála s obytnou zřejmě věžovitou stavbou (palácem). Stavba měla nepravidelný půdorys, její jižní stěna byla vypouklá. Vnitřní část mohla být rozčleněná na tři malé místnosti. Stavba měla zdi tlusté 2,3 až 2,85 metru a rozměry měla 20 × 12 metrů. Na skále dále od vstupu (na východě) se nacházela věž s nanejvýš třemi podlažími. Její rozměry byly asi 6 × 5,5 metru a síla zdí kolem 2 metrů. Předhradí bylo zastavěno asi jen dřevnými provozními budovami a bylo obehnáno částečně zděným opevněním, po němž jsou nepatrné zbytky na východní straně. Mezi palácem a věží se nacházelo malé nádvoří se zdí silnou 2.2 metru. Do roku 1888 zde byly patrné zbytky brány, přístupné po mostku. V nádvoří byla zřejmě cisterna. Do hradu mohla patřit i některá okolní skaliska. Hrad byl zděn na maltu.
Ke hradu nevede žádná značená turistická cesta. Je však vyznačen na mapách.

## Celní stanice Drachenburk-Drakov
Celní stanice vzniklá ve 14. století leží nedaleko dnešní osady Drakov u řeky Černé Opavy. A to na skalisku protáhlého podkovovitého tvaru o rozměrech 9 × 23 metrů. Od šíje je tento hrádek oddělen zčásti uměle vysekaným příkopem. V obvodu hradby stály dřevěné nebo dřevokamenité stavby. Celnice zanikla požárem.